# Epiphragma scoptes
Epiphragma scoptes är en tvåvingeart som beskrevs av Alexander 1965. Epiphragma scoptes ingår i släktet Epiphragma och familjen småharkrankar.
Artens utbredningsområde är Nepal. Inga underarter finns listade i Catalogue of Life.